# Matang Weng
Matang Weng is een bestuurslaag in het regentschap Aceh Timur van de provincie Atjeh, Indonesië. Matang Weng telt 394 inwoners (volkstelling 2010).